# Prionacris
Prionacris is een geslacht van rechtvleugeligen uit de familie Romaleidae. De wetenschappelijke naam van dit geslacht is voor het eerst geldig gepubliceerd in 1878 door Stål.

## Soorten
Het geslacht Prionacris omvat de volgende soorten:
- Prionacris atromaculata Bruner, 1913
- Prionacris cantans Descamps, 1981
- Prionacris cantrix Descamps, 1981
- Prionacris compressa Stål, 1878
- Prionacris erosa Rehn, 1907
- Prionacris rubripennis Descamps, 1978
- Prionacris viridipennis Descamps, 1978